# 픽크루
픽크루(영어: Picrew)는 테트라크로마 직원 두명이 만든 일본의 캐릭터 제작 웹사이트다. 2017년 7월부터 개발을 시작하였으며 2018년 12월 정식 오픈하였다. 그림으로 이루어진 다양한 메이커로 캐릭터를 꾸미고 만들 수 있으며 메이커 제작도 가능하다. 2019년을 기점으로 일본 국외로 퍼져나가 유명해지기 시작하였으며 대한민국은 코로나19 범유행으로 2020년에 유명해지기 시작했다. 대한민국의 개발 업체인 에이트스튜디오에선 픽크루의 한 메이커인 피츠메이커의 그림체를 따와 애플리케이션으로 출시하기도 했다.